# Arista Records
Arista Records er et amerikansk pladeselskab, der ejes af Sony Music Entertainment. Sammen med Epic Records, RCA Records og Columbia Records er Arista et af Sony Musics fire flagskibs-pladeselskaber.
Arista Records blev grundlagt i 1974 af Clive Davis, der tidligere havde arbejdet for CBS Records (der senere blev til Sony Music Entertainment).
Pladeselskabet havde stor fremgang i 1980'ere, hvor de bl.a. signede Whitney Houston. Arista signede i 1988 Rob Pilatus og Fab Morvan i 1988 for at danne gruppen Milli Vanilli, der oprindeligt opnåede stor succes, men som involverede Arista i den efterfølgende skandale, da det blev klart, at duoen ikke medvirkede på duoens plader.
Den 7. oktober 2011 blev Arista Records nedlagt og alle artister med kontrakter til selskabet blev flyttet til RCA Records. Selskabet blev dog genåbnet igen i juli 2018.

## Historie
Efter af være blevet fyret fra CBS Records, blev Clive Davis ansat af Columbia Pictures (der siden i 1989 blev et søsterselskab til CBS Records), der ønskede at Davis skulle udbygge selskabets division for plader og musik. Davis sammenlagde Columbias eksisterende labels (Colpix Records, Colgems Records og Bell Records) i en ny enhed ved navn Arista Records, som han fik en ejerandel af sammen med Columbia. I begyndelsen af 1975 blev de fleste af Bells artister fritstillet, bortset fra David Cassidy (overdraget til RCA Records), Tony Orlando and Dawn (overdraget til Elektra Records) og The 5th Dimension (overdraget til ABC Records). Andre, som Suzi Quatro og Hot Chocolate, blev overført til Big Tree Records, som Bell/Arista distribuerede. En række af Bells artister, såsom Barry Manilow, Bay City Rollers og Melissa Manchester gik til Arista.
Udover stjerner som Manilow, The Kinks og Dionne Warwick var et af pladeselskabets største stunder signingen af Aretha Franklin i 1980, da hun endte sit lange samarbejde med Atlantic Records. Arista Records væsentligste signing kom i 1983, da de signede Dionne Warwick's kusine Whitney Houston. Houston blev Aristas bedst sælgende artist med et salg på 200 millioner album ifølge Recording Industry Association of America.

## Sublabels
Arista havde en række sub-labels, herunder Arista Novus, der fokuserede på moderne jazz-artister og Arista Freedom, specialiserede sig i avantgarde jazz. Et andet sublabel var GRP Records, der specialiserede sig i moderne smoth jazz. Countrymusik blev udgivet på Career Records, der blev slået sammen med Arista Nashville i 1997. Arista Austin i slutningen af 1990'ern et country label.
Arista distribuerede Jive Records fra 1981 til 1987 og distribuerede i 1990'erne udgivelser fra Logic Records, Rowdy Records og Heavenly Records labels.

## Overdragelse
Colombia Pitures fik økonomiske problemer i slutningen af 1970'erne og måtte sælge Arista til det tyskbaserede Ariola Records i 1979. Da Ariola i 1986 købte General Electric's RCA Records, blev det nye selskab kaldt Bertelsmann Music Group (BMG).

## Milli Vanilli skandale
Arista signede i 1988 den tyske duo Milli Vanilli, og udgav det særdeles succefulde album Girl You Know It's True, der blev en kæmpe succes i Europa og i USA. Det viste sig kort efter, at duoens to medlemmer Rob Pilatus og Fab Morvan ikke medvirkede på pladen overhovedet. Sagen blev et stor historie i medierne, og de mange priser m.v. (herunder en Grammy), som duoen havde modtaget blev tilbagekaldt.
Arista blev hårdt ramt af skandalen og pladesalgene dalede.

## Rekonstruktion
I 2000 forlod Davis Arista og BMG indsatte L.A. Reid som leder af selskabet, der fik succes med nye navne som Avril Lavigne, P!nk, Adema, TLC og Usher. Reid havde imidlertid ikke fokus på selskabets etablerede cash cows, som eksempelvis Whitney Houston, der havde genereret stor indtjening til selskabet tidligere. Reids ekstravagante overforbrug med bl.a. store forskud til artisterne medførte, at Arista tabte penge. Da BMG og Sony Music Entertainment (tidligere CBS Records) fusionerede i 2004, blev Reid fyret. Arista, der altid havde været et selvstændigt label under BMG blev fusioneret med J Records i august 2005 og blev lagt ind under det nydannede RCA Music Group (hvor Davis var direktør). Arista mærket blev fortsat brugt til nye udgivelser, men i mindre omfang end tidligere og genudgivelser af bagkatalog blev udgivet på Sony Musics Legacy Recordings. Sony købte i 2008 BMG ud, og Arista var herefter et helejet datterselskab under Sony Music Entertainment.

## Ophør
I sommeren 2011 blev RCA Music Group rekonstrueret, i hvilken forbindelse Arista mærket blev nedlagt. Eventuelle genudgivelser vil således blive udgivet på RCA Records. Arista Nashville udgiver under Sony Music Nashville.
Der findes dog fortsat et Arista Records France, der blev stiftet i 2012.

## Genoplivning
Selskabet blev genåbnet igen i juli 2018. Arista har i dag bl.a. artister som Måneskin og Jake Bugg.